# Winter World University Games 2023/Eiskunstlauf
Bei den Winter World University Games 2023 wurden drei Wettkämpfe im Eiskunstlauf ausgetragen.

## Bilanz

### Medaillenspiegel
| Platz  | Land               | 00 | 00 | 00 | Gesamt |
| ------ | ------------------ | -- | -- | -- | ------ |
| 1      | Japan              | 2  | 2  | –  | 4      |
| 2      | Frankreich         | 1  | –  | 1  | 2      |
| 3      | Vereinigte Staaten | –  | 1  | –  | 1      |
| 4      | Italien            | –  | –  | 1  | 1      |
| 4      | Südkorea           | –  | –  | 1  | 1      |
| Gesamt | Gesamt             | 3  | 3  | 3  | 9      |

### Medaillengewinner
| Disziplin     | Gold                           | Silber                               | Bronze                         |
| ------------- | ------------------------------ | ------------------------------------ | ------------------------------ |
| Einzel Männer | Sōta Yamamoto                  | Tatsuya Tsuboi                       | Nikolaj Memola                 |
| Einzel Frauen | Mai Mihara                     | Kaori Sakamoto                       | Kim Ye-lim                     |
| Eistanz       | Marie Dupayage / Thomas Nabais | Lorraine McNamara / Anton Spiridonov | Natacha Lagouge / Arnaud Caffa |